# IDLE (Python)
IDLEはPython用の統合開発環境であり、マルチウィンドウ型のテキストエディタである。バージョン1.5.2b1以降のPythonに標準で付属している。

## 基本的な使い方
主な機能は以下のとおりである。
- ハイライト・自動補完・自動インデントなど。
- ステップ実行・ブレークポイントの指定・コールスタックの可視化を備えた統合デバッガ。
- クロスプラットフォームであり、WindowsでもLinuxでもMacでも動く。

1) 起動して、"File" から "Open" もしくは "New File" をクリックすると、エディタ画面が開く。
2) エディタ画面にソースコードを書く。
3) 書きあげたらエディタ画面の "Run" を押して、書いたコードをセーブするとともに実行する。

## 評価・他
機能を絞り、軽量かつシンプルで初心者でも扱いやすいことを目指している。一方では使い勝手の点から様々な批判を受けている。フォーカス機能がないこと、クリップボードにコピーする機能がないこと、行番号が表示されないこと、インターフェースのデザインなどが批判の的である。ユーザがより高機能のIDEにすぐに移ることから、IDLEは使い捨てのIDEであるともいう。
Pythonは公式には、IDLEをPython’s Integrated Development and Learning Environment（Python の統合開発環境で、学習用環境）の略称としているが、IDLEの開発者であるグイド・ヴァンロッサムはIDLEの名前の由来をIntegrated DeveLopment Environment（統合開発環境）としている。しかしPythonの名前の由来がイギリスのコメディアンであるモンティ・パイソンであることから、おそらくIDLEの名前もモンティ・パイソンのメンバーのエリック・アイドル（英: Eric Idle）から来ていると考えられている。IDLEの開発にはPythonとTkinterが用いられている。